# Mesnil-Saint-Loup
Mesnil-Saint-Loup – miejscowość i gmina we Francji, w regionie Grand Est, w departamencie Aube.
Według danych na rok 1990 gminę zamieszkiwało 507 osób, a gęstość zaludnienia wynosiła 44 osób/km².

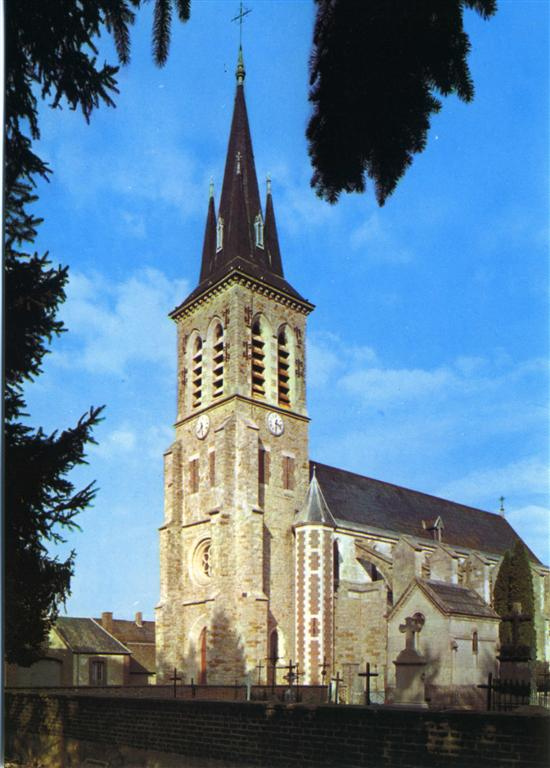
Kościół w Mesnil-Saint-Loup, 1980